# Coppa del Mondo di skeleton 2009
La Coppa del Mondo di skeleton 2008/09, ventitreesima edizione della manifestazione organizzata dalla Federazione Internazionale di Bob e Skeleton, è iniziata il 28 novembre 2008 a Winterberg, in Germania e si è conclusa il 12 febbraio 2009 a Park City, negli Stati Uniti d'America. Furono disputate sedici gare: otto per quanto concerne gli uomini ed altrettante per le donne in sette località diverse.
Questa Coppa del Mondo si è svolta come di consueto in parallelo alla Coppa del Mondo di bob.
La tappa di Cesana Torinese, prevista tra il 19 e il 21 dicembre 2008, è stata cancellata a causa delle abbondanti nevicate verificatesi durante la manifestazione e pertanto le gare di skeleton sono state disputate durante la tappa di Park City.

La tappa di Cortina d'Ampezzo, in programma dal 9 all'11 gennaio 2009, è stata spostata per intero a Schönau am Königssee a causa di difficoltà tecniche legate alla pista italiana.
Nel corso della stagione si tennero anche i campionati mondiali di Lake Placid 2009, negli Stati Uniti d'America, competizioni non valide ai fini della Coppa del Mondo, mentre la tappa di Sankt Moritz assegnò anche i titoli europei.
Vincitori delle coppe di cristallo, trofeo conferito ai vincitori del circuito, furono il russo Aleksandr Tret'jakov per gli uomini e la tedesca Marion Trott per le donne, entrambi alla loro prima affermazione nel massimo circuito mondiale.

## Risultati

### Uomini
| Data                | Località             | Primi classificati                                     | Secondi classificati                                   | Terzi classificati                                     |
| ------------------- | -------------------- | ------------------------------------------------------ | ------------------------------------------------------ | ------------------------------------------------------ |
| 28 novembre 2008    | Winterberg           | Florian Grassl Germania                                | Aleksandr Tret'jakov Russia                            | Martins Dukurs Lettonia                                |
| 5 dicembre 2008     | Altenberg            | Frank Rommel Germania                                  | Martins Dukurs Lettonia                                | Sandro Stielicke Germania                              |
| 13 dicembre 2008    | Igls                 | Frank Rommel Germania                                  | Aleksandr Tret'jakov Russia                            | Martins Dukurs Lettonia                                |
| 19-21 dicembre 2008 | Cesana Torinese      | tappa cancellata, gara recuperata a Park City          | tappa cancellata, gara recuperata a Park City          | tappa cancellata, gara recuperata a Park City          |
| 9-11 gennaio 2009   | Cortina d'Ampezzo    | tappa cancellata, gara spostata a Schönau am Königssee | tappa cancellata, gara spostata a Schönau am Königssee | tappa cancellata, gara spostata a Schönau am Königssee |
| 9 gennaio 2009      | Schönau am Königssee | Frank Rommel Germania                                  | Florian Grassl Germania                                | Aleksandr Tret'jakov Russia                            |
| 17 gennaio 2009     | Sankt Moritz         | Frank Rommel Germania                                  | Kristan Bromley Regno Unito                            | Gregor Stähli Svizzera                                 |
| 6 febbraio 2009     | Whistler             | Jon Montgomery Canada                                  | Gregor Stähli Svizzera                                 | Matthew Antoine Stati Uniti e Jeff Pain Canada         |
| 11 febbraio 2009    | Park City            | Aleksandr Tret'jakov Russia                            | Eric Bernotas Stati Uniti                              | Frank Rommel Germania                                  |
| 12 febbraio 2009    | Park City            | Aleksandr Tret'jakov Russia                            | Florian Grassl Germania                                | Frank Rommel Germania                                  |

### Donne
| Data                | Località             | Prime classificate                                     | Seconde classificate                                   | Terze classificate                                     |
| ------------------- | -------------------- | ------------------------------------------------------ | ------------------------------------------------------ | ------------------------------------------------------ |
| 28 novembre 2008    | Winterberg           | Anja Huber Germania                                    | Kerstin Szymkowiak Germania                            | Mellisa Hollingsworth Canada                           |
| 5 dicembre 2008     | Altenberg            | Anja Huber Germania                                    | Kerstin Szymkowiak Germania                            | Maya Pedersen Svizzera                                 |
| 12 dicembre 2008    | Igls                 | Shelley Rudman Regno Unito                             | Kerstin Szymkowiak Germania                            | Svetlana Trunova Russia                                |
| 19-21 dicembre 2008 | Cesana Torinese      | tappa cancellata, gara recuperata a Park City          | tappa cancellata, gara recuperata a Park City          | tappa cancellata, gara recuperata a Park City          |
| 9-11 gennaio 2009   | Cortina d'Ampezzo    | tappa cancellata, gara spostata a Schönau am Königssee | tappa cancellata, gara spostata a Schönau am Königssee | tappa cancellata, gara spostata a Schönau am Königssee |
| 9 gennaio 2009      | Schönau am Königssee | Anja Huber Germania                                    | Shelley Rudman Regno Unito                             | Marion Trott Germania                                  |
| 16 gennaio 2009     | Sankt Moritz         | Shelley Rudman Regno Unito                             | Mellisa Hollingsworth Canada                           | Michelle Kelly Canada                                  |
| 6 febbraio 2009     | Whistler             | Marion Trott Germania                                  | Amy Williams Regno Unito                               | Anja Huber Germania                                    |
| 11 febbraio 2009    | Park City            | Mellisa Hollingsworth Canada                           | Marion Trott Germania                                  | Noelle Pikus-Pace Stati Uniti                          |
| 12 febbraio 2009    | Park City            | Marion Trott Germania                                  | Katie Uhlaender Stati Uniti                            | Mellisa Hollingsworth Canada                           |

## Classifiche

### Uomini
| Pos. | Nome pilota          | Nazione     | WIN | ALT | IGL | KÖN | STM | WHI | PKC | PKC | Punti |
| ---- | -------------------- | ----------- | --- | --- | --- | --- | --- | --- | --- | --- | ----- |
| 1    | Aleksandr Tret'jakov | Russia      | 2   | 9   | 2   | 3   | 9   | 9   | 1   | 1   | 1526  |
| 2    | Florian Grassl       | Germania    | 1   | 4   | 6   | 2   | 15  | 8   | 6   | 2   | 1453  |
| 3    | Frank Rommel         | Germania    | DSQ | 1   | 1   | 1   | 1   | 11  | 3   | 3   | 1436  |
| 4    | Jeff Pain            | Canada      | 5   | 10  | 4   | 11  | 6   | 3   | 6   | 6   | 1384  |
| 5    | Gregor Stähli        | Svizzera    | 4   | 5   | 5   | -   | 3   | 2   | 5   | 8   | 1314  |
| 6    | Martins Dukurs       | Lettonia    | 3   | 2   | 3   | 4   | 17  | 12  | 12  | 11  | 1282  |
| 7    | Sergej Čudinov       | Russia      | 11  | 6   | 9   | 6   | 10  | 6   | 10  | 9   | 1256  |
| 8    | Jon Montgomery       | Canada      | 7   | 11  | 10  | 8   | 18  | 1   | 6   | 13  | 1209  |
| 9    | Kristan Bromley      | Regno Unito | 7   | 12  | 13  | 13  | 2   | 10  | 9   | 11  | 1178  |
| 10   | Eric Bernotas        | Stati Uniti | 7   | 14  | 11  | 15  | 5   | 21  | 2   | 5   | 1160  |

### Donne
| Pos. | Nome pilota           | Nazione     | WIN | ALT | IGL | KÖN | STM | WHI | PKC | PKC | Punti |
| ---- | --------------------- | ----------- | --- | --- | --- | --- | --- | --- | --- | --- | ----- |
| 1    | Marion Trott          | Germania    | 7   | 5   | 7   | 3   | 4   | 1   | 2   | 1   | 1572  |
| 2    | Shelley Rudman        | Regno Unito | 10  | 7   | 1   | 2   | 1   | 6   | 8   | 8   | 1468  |
| 3    | Katie Uhlaender       | Stati Uniti | 4   | 4   | 5   | 11  | 6   | 4   | 5   | 2   | 1466  |
| 4    | Anja Huber            | Germania    | 1   | 1   | 11  | 1   | 13  | 3   | 10  | 5   | 1459  |
| 5    | Amy Williams          | Regno Unito | 6   | 6   | 4   | 4   | 17  | 2   | 6   | 4   | 1402  |
| 6    | Maya Pedersen         | Svizzera    | 8   | 3   | 12  | 10  | 7   | 5   | 7   | 6   | 1328  |
| 7    | Mellisa Hollingsworth | Canada      | 3   | DNS | 9   | 6   | 2   | 9   | 1   | 3   | 1315  |
| 8    | Noelle Pikus-Pace     | Stati Uniti | 5   | 9   | 14  | 9   | 5   | 13  | 3   | 9   | 1256  |
| 9    | Michelle Kelly        | Canada      | 8   | 12  | 10  | 8   | 3   | 10  | 16  | 10  | 1176  |
| 10   | Kerstin Szymkowiak    | Germania    | 2   | 2   | 2   | DNF | -   | 7   | 4   | 7   | 1158  |